# Deux Garçons jouant et chantant
Deux Garçons jouant et chantant est un tableau du peintre néerlandais Frans Hals, peint à l'huile vers 1625 et conservé au musée du château Wilhelmshöhe, dans la galerie des maîtres anciens.